# ブライトファンタジー
「ブライトファンタジー」は、i☆Risの10枚目のシングル。2015年10月28日にDIVE II entertainmentから発売された。

## 概要
- i☆Risの10枚目のシングル。
- 「ブライトファンタジー」は、テレビ東京系のテレビアニメ『プリパラ』第2シーズン第3クールオープニングテーマに起用された[3]。
- 「NEXTAGE」は、TOKYO MXのテレビアニメ枠「アニサン劇場」『今際の国のアリス』、『ファンタジスタ ステラ』オープニングテーマに起用された。
- 「ハチャメチャ×ストライク」は、漫画『ハンツー×トラッシュ』第8巻 DVD付き限定版付属OVAの主題歌に起用された。
- ジャケット写真は2015年9月9日に、PVは同年9月14日に群馬県伊勢崎市にある結婚式場「エスポワールルミネ」にて、それぞれ撮影された。
- ミュージックビデオの映像監督は、福居英晃が務めた。
- TYPE-Bのみ、「ハチャメチャ×ストライク」が収録されている。

## 収録曲

### TYPE-A
1. ブライトファンタジー [3:42]
作詞：オノダヒロユキ (Hifumi, inc.) / 作曲・編曲：板倉孝徳 (Hifumi, inc.)
  - テレビ東京系のテレビアニメ『プリパラ』第2シーズン第3クールオープニングテーマ
2. NEXTAGE [4:13]
作詞：Mio Aoyama / 作曲：丸山真由子 / 編曲：清水武仁
  - TOKYO MXのテレビアニメ枠「アニサン劇場」『今際の国のアリス』、『ファンタジスタ ステラ』オープニングテーマ
3. ブライトファンタジー (Instrumental)
4. NEXTAGE (Instrumental)

DVD
1. ブライトファンタジー -Music Video-
2. ブライトファンタジー -Off Shot Movie-

### TYPE-B
1. ブライトファンタジー
2. NEXTAGE
3. ハチャメチャ×ストライク [3:29]
作詞・作曲・編曲：4sk
  - 漫画『ハンツー×トラッシュ』第8巻 DVD付き限定版付属OVA主題歌
4. ブライトファンタジー (Instrumental)
5. NEXTAGE (Instrumental)
6. ハチャメチャ×ストライク (Instrumental)